# Maxime Ouellet
Maxime Ouellet (* 17. Juni 1981 in Québec City, Québec) ist ein kanadischer Eishockeytrainer und ehemaliger Eishockeytorwart, der momentan als Torwarttrainer der Remparts de Québec und gleichzeitig in Teilzeit für den deutschen Erstligisten Eisbären Berlin arbeitet.

## Spielerkarriere
Maxime Ouellet begann seine Karriere 1997 in der kanadischen Juniorenliga QMJHL bei den Québec Remparts. 1999 wurde er zum besten Torhüter der Liga gewählt und kurze Zeit später im NHL Entry Draft 1999 von den Philadelphia Flyers in der ersten Runde an 22. Stelle ausgewählt. Er spielte noch ein weiteres Jahr bei den Remparts, ehe er in die National Hockey League wechselte.
Zu Beginn der Saison 2000/01 bestritt er zwei Spiele in der NHL und ebenfalls zwei in der AHL für die Philadelphia Phantoms, das Farmteam der Flyers. Dann wurde er aber noch einmal in QMJHL geschickt, wo er bei den Rouyn-Noranda Huskies den Rest der Saison bestritt.
Die Saison 2001/02 spielte er bei den Philadelphia Phantoms, bis er von den Flyers zusammen mit einem Erst-, einem Zweit- und einem Drittrunden-Draftpick für Adam Oates zu den Washington Capitals transferiert wurde. Den Rest der Spielzeit absolvierte er beim Farmteam der Capitals in der AHL, den Portland Pirates. Dort blieb er bis 2005. Zwischendurch kam er in der Saison 2003/04 zu sechs Einsätzen für die Capitals in der NHL.
Im Dezember 2005 wurde er für einen Fünftrunden-Draftpick zu den Vancouver Canucks transferiert. Auch dort spielte er den Großteil Saison in der AHL, diesmal für die Manitoba Moose. Doch er kam immerhin vier Mal in der Saison für die Canucks zum Einsatz.
Nach der Saison wurde sein Vertrag in Vancouver nicht verlängert und erst Ende Dezember 2006 fand er in einem seiner ehemaligen Teams, den Portland Pirates, einen neuen Arbeitgeber. Dort wurde er aber bereits im Januar 2007 wieder entlassen und unterschrieb daraufhin einen Vertrag bei den Kassel Huskies.
Im Sommer 2007 kehrte er nach Nordamerika zurück und wurde von den New York Islanders verpflichtet. Für diese kam er jedoch nicht zum Einsatz. Stattdessen absolvierte er bis zum Ende der Saison 2007/08 fünf Spiele in der ECHL für die Trenton Devils. Die Saison 2008/09 verbrachte er bei den Poutrelles Delta de Sainte-Marie in der Ligue Nord-Américaine de Hockey und beendete anschließend seine Spielerlaufbahn.

### International
Für Kanada nahm Ouellet an den U20-Junioren-Weltmeisterschaften 2000 und 2001 teil. Dabei bestritt er insgesamt 13 Einsätze.

## Trainerkarriere
In der Saison 2012/13 war er zunächst Torwarttrainer bei Baie-Comeau Drakkar in der Ligue de hockey junior majeur du Québec, wechselte dann zum Ligakonkurrenten Val-d’Or Foreurs. Seit August 2013 ist Ouellet Torwarttrainer der Eisbären Berlin aus der Deutschen Eishockey Liga, weilt aber nicht ständig in der deutschen Hauptstadt, sondern pendelt zwischen Europa und Nordamerika, denn seit Juni 2014 ist er zugleich Torwarttrainer der Remparts de Québec.

## Erfolge und Auszeichnungen
| - 1999 Trophée Jacques Plante - 1999 Trophée Michael Bossy - 1999 LHJMQ Second All-Star Team - 2000 LHJMQ Second All-Star Team | - 2001 Defensiver LHJMQ-Spieler des Jahres - 2001 LHJMQ Second All-Star Team - 2003 Teilnahme am AHL All-Star Classic - 2003 AHL Second All-Star Team |

### International
- 2000 Bronzemedaille bei der U20-Junioren-Weltmeisterschaft
- 2001 Bronzemedaille bei der U20-Junioren-Weltmeisterschaft